# Schistophleps noloides
Schistophleps noloides là một loài bướm đêm thuộc phân họ Arctiinae, họ Erebidae.